# Thrudvangar
Thrudvangar é uma banda de viking metal alemã da cidade de Köthen.

## Discografia
- 2003: Demo
- 2004: Ahnenthron (relançado em 2006 pela Einheit Produktionen)
- 2006: Walhall (Einheit Produktionen)
- 2007: Zwischen Asgard und Midgard (Einheit Produktionen)
- 2008: Split mit Nomans Land (Single) (Einheit Produktionen)
- 2010: Durch Blut Und Eis (Einheit Produktionen)